# Ashino Shoto
Shoto Ashino (sinh ngày 24 tháng 7 năm 1992) là một cầu thủ bóng đá người Nhật Bản.

## Sự nghiệp câu lạc bộ
Shoto Ashino đã từng chơi cho YSCC Yokohama.